# Converge / Dropdead
Converge / Dropdead es un split sencillo de las bandas de hardcore estadounidense Converge y Dropdead. El 16 de junio de 2011, el sencillo fue lanzado comercialmente en formato digital y en formato vinilo de 7" por ambas bandas, y se distribuirá a través de Deathwish Inc. y Armageddon. Las copias del sencillo también estuvieron disponibles durante la gira de Converge y Dropdead en mayo/junio de 2011 con Trap Them y Burning Love.

## Lista de canciones
| Lado A: Converge |           |          |  |
| N.º              | Título    | Duración |  |
| 1.               | «Runaway» | 2:05     |  |

| Lado B: Dropdead |                  |          |  |
| N.º              | Título           | Duración |  |
| 2.               | «Paths of Glory» | 1:38     |  |

## Personal
| Converge - Kurt Ballou: guitarra - Jacob Bannon: voz - Ben Koller: batería - Nate Newton: bajo Dropdead - Ben Barnett: guitarra - Devon Cahill: bajo - Brian Mastrobuono: batería - Bob Otis: voz Producción y portada - Kurt Ballou: producción de «Runaway» en Godcity a principios de 2011, coproducción de «Paths of Glory» en Godcity de 2004–2011 - Dropdead: coproducción en «Paths of Glory» - John Golden: masterización - Jacob Bannon: portada |